# Джеймс Бах
Джеймс Маркус Бах (англ. James Marcus Bach) — тестувальник програмного забезпечення, письменник, вчитель та консультант. Він був членом Ради директорів Асоціації тестування програмного забезпечення.

## Життєпис
Джеймс Маркус Бах народився в сім'ї американського письменника Річарда Баха.
В автобіографії він розповідає, що працював менеджером тестування програмного забезпечення в компаніях Apple та Borland, після того, як залишив незавершеним навчання в школі. З 1999 року працює незалежним консультантом.